# Vrbice (Břeclavi járás)
Vrbice település Csehországban, Břeclavi járásban. Vrbice Bořetice, Kobylí, Velké Pavlovice, Velké Bílovice és Čejkovice településekkel határos. Lakosainak száma 1087 fő (2024. január 1.).

## Népesség
A település lakosságának változását az alábbi diagram mutatja:
| Lakosok száma | 878  | 978  | 1343 | 1329 | 1239 | 1096 | 1095 | 1101 | 1050 | 1087 |
|               | 1869 | 1890 | 1921 | 1950 | 1980 | 2001 | 2017 | 2019 | 2022 | 2024 |